# إيلا (مغنية)
إيلا (بالملايوية: Nor Zila binti Haji Aminuddin) هي مغنية ماليزية، ولدت في 31 يوليو 1966 في Gelugor ‏ في ماليزيا.

## وصلات خارجية
- إيلا على موقع IMDb (الإنجليزية)
- إيلا على موقع ميوزك برينز (الإنجليزية)
- إيلا على موقع ميوزك برينز (الإنجليزية)
- إيلا على موقع ديسكوغز (الإنجليزية)